# Photinia ×fraseri
Espèce
Photinia ×fraseri est une espèce de plantes à fleurs de la famille des Rosacées. C'est une plante ornementale hybride entre P. glabra et P. serratifolia.

## Description
Il s'agit d'un arbuste très compact au port érigé. Ses feuilles persistantes et ovales sont de couleur vert foncé et d'un beau rouge pourpre lorsqu'elles sont jeunes, particulièrement au début du printemps. Ses fleurs sont petites, à cinq pétales, réunies en grandes inflorescences blanches. Elles fleurissent à la fin du printemps (mi-mai au nord de la Loire). Il peut atteindre une hauteur de 5 mètres et un diamètre de 5 mètres. Il résiste au gel et peut supporter des températures de -5° à -10°.

## Photographies

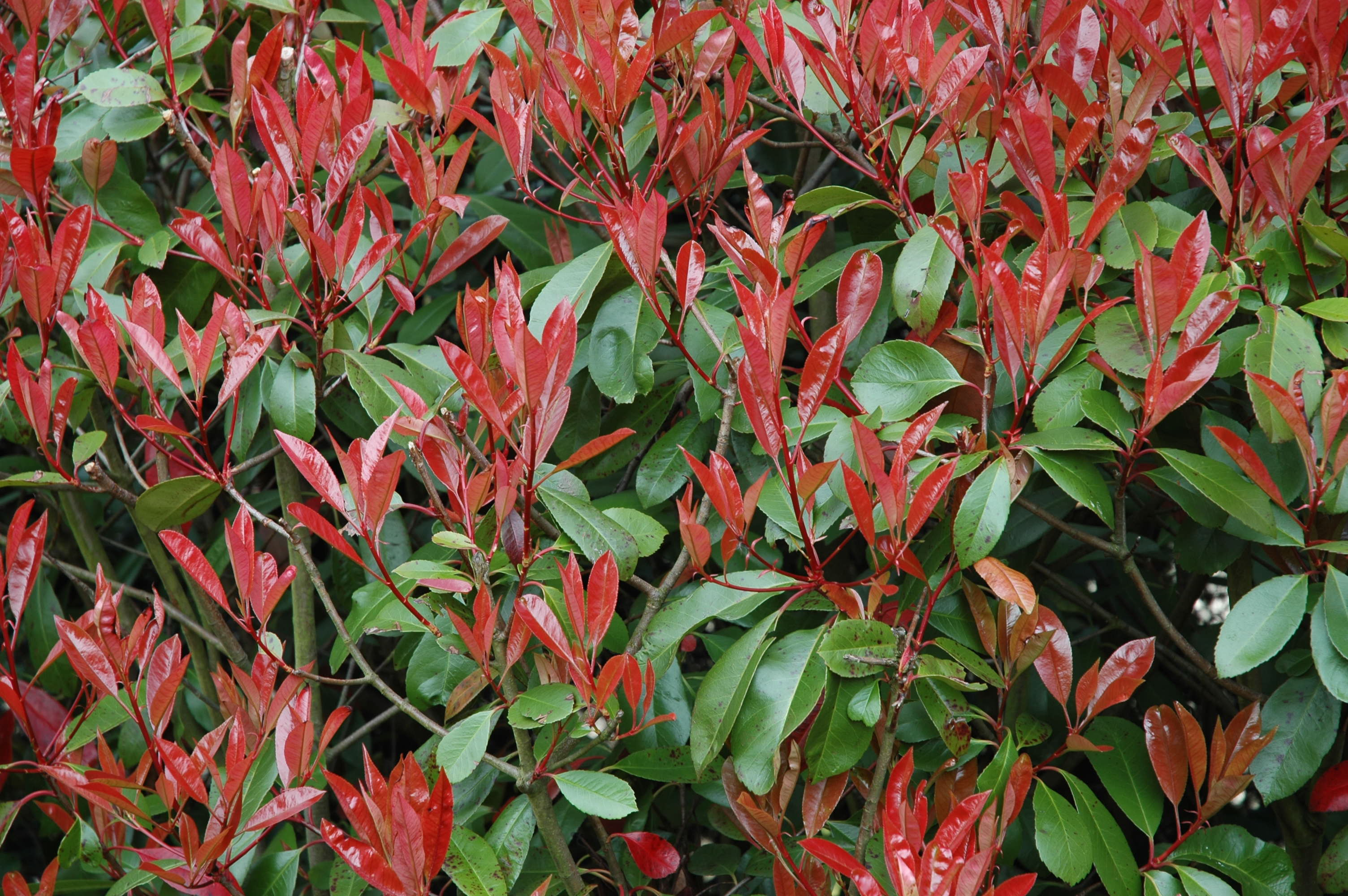
Feuilles en mars.
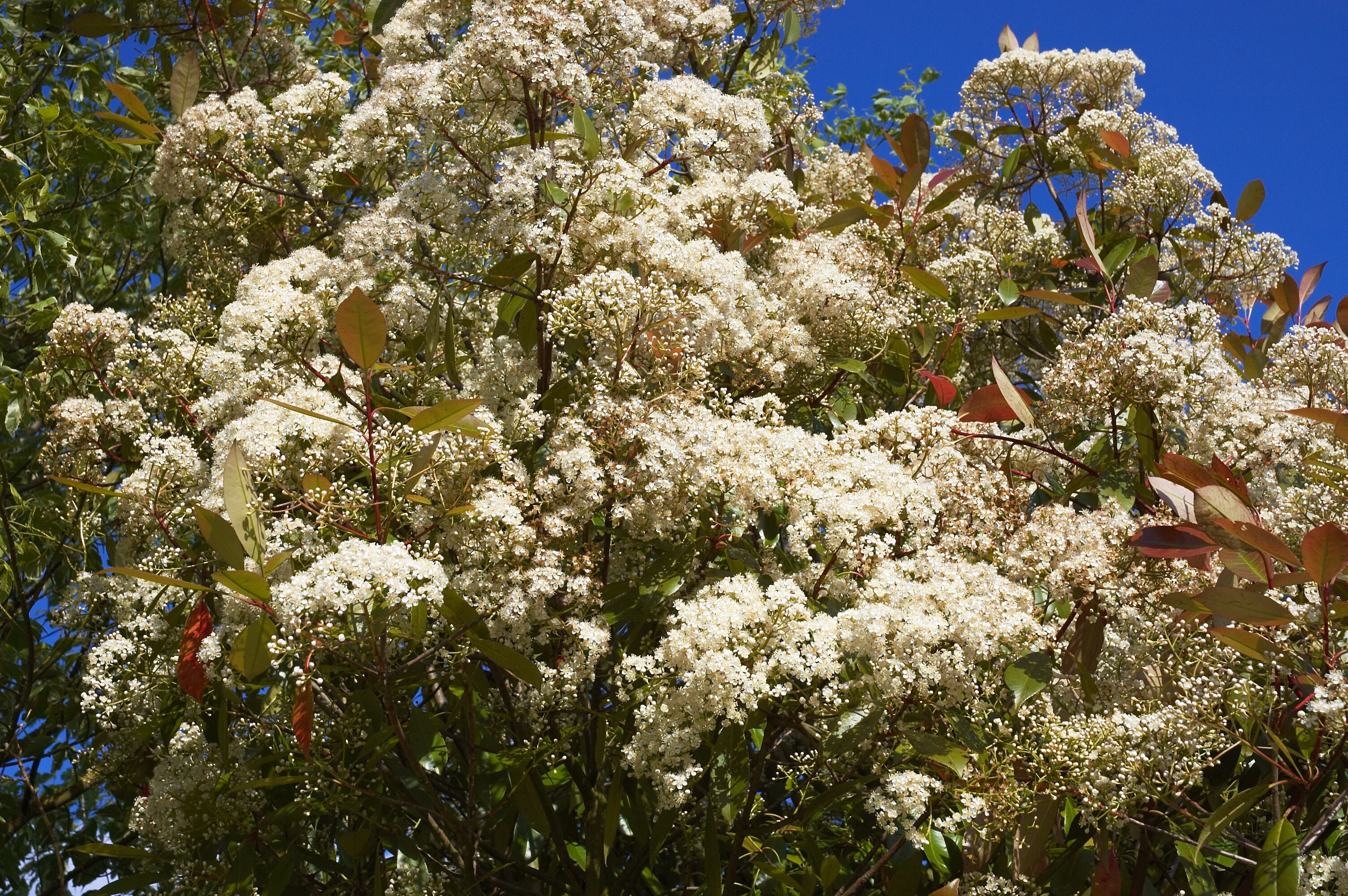
Inflorescences.
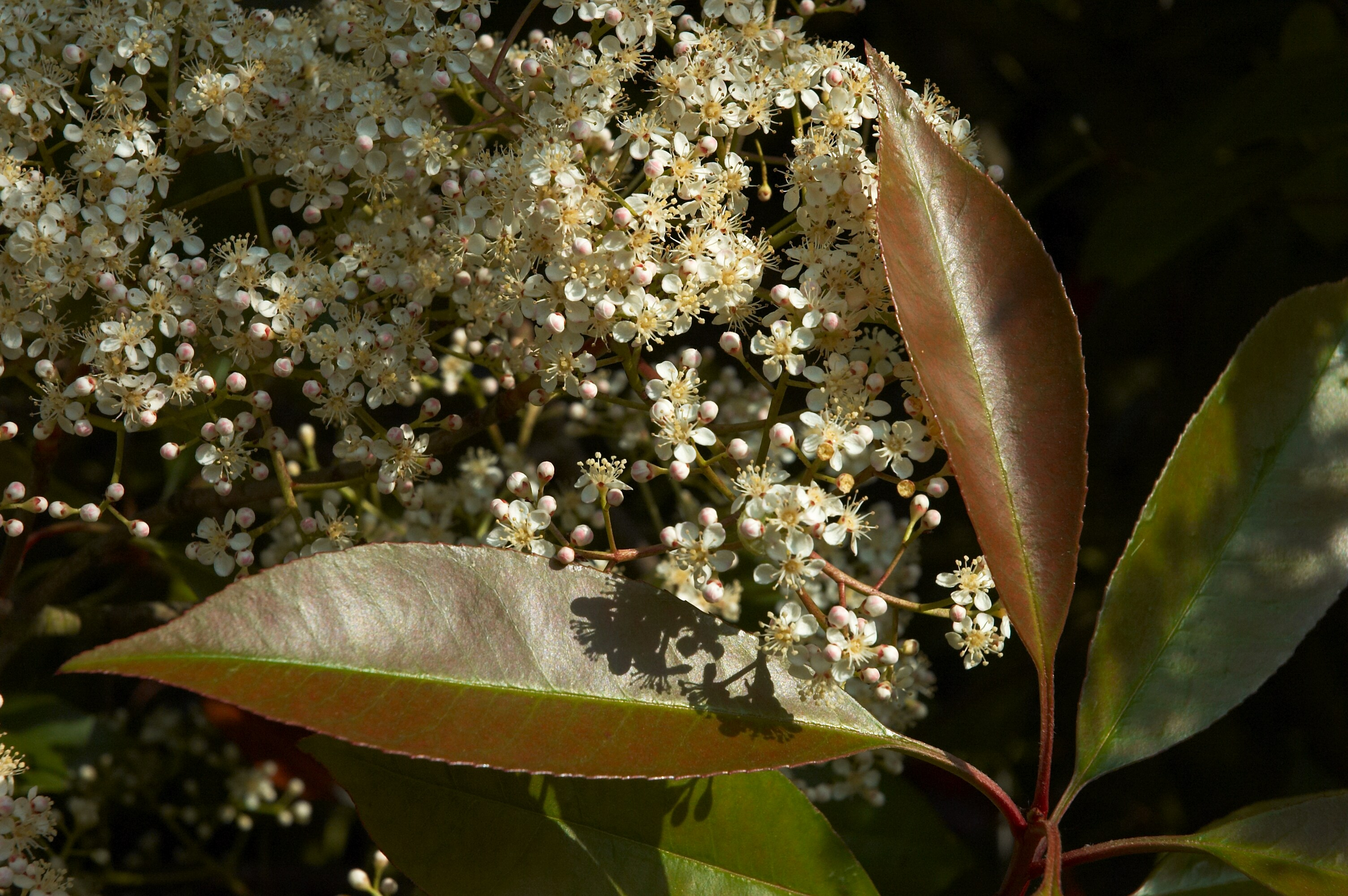
Floraison.
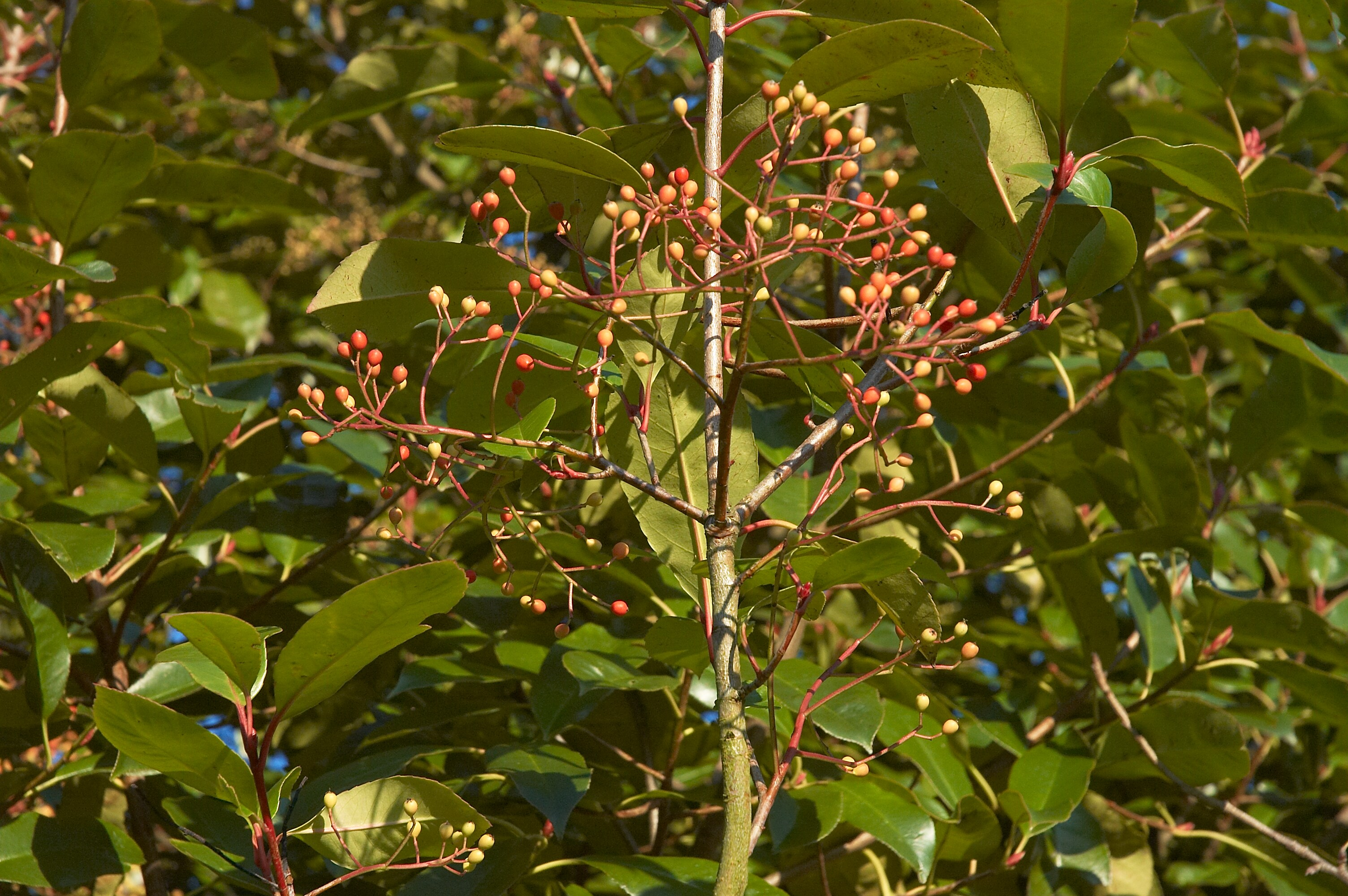
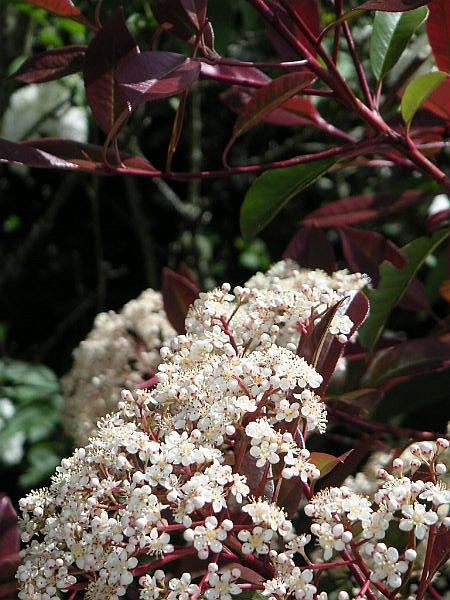
Variété 'Red Robin'.
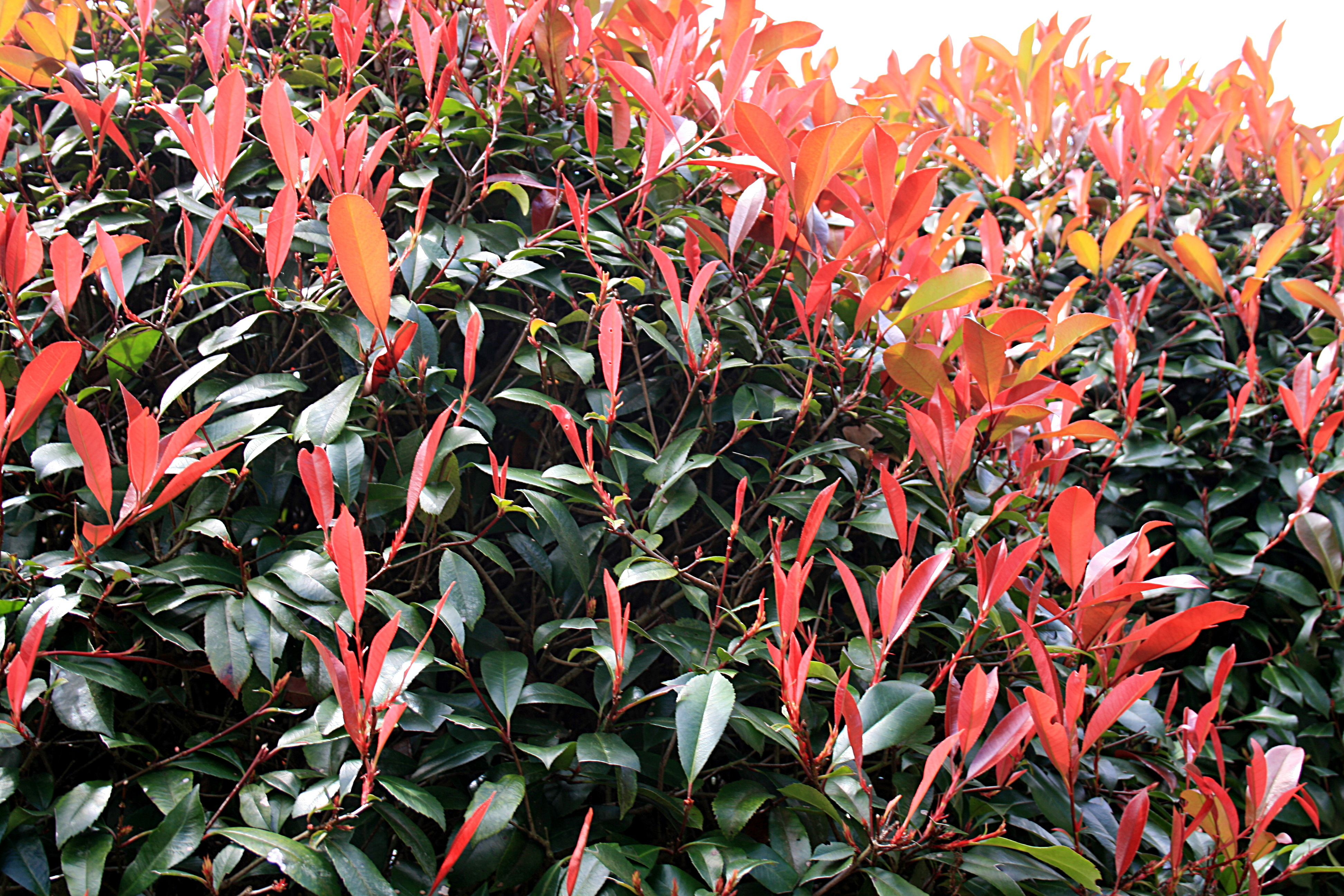
Variété 'Red Robin'.